# Huhn mit Pflaumen
Huhn mit Pflaumen (französisch Poulet aux prunes) ist eine Graphic Novel der iranischen Zeichnerin Marjane Satrapi. Sie beschäftigt sich mit dem Leben und Tod von Satrapis Großonkel Nasser Ali, einem bedeutenden Tar-Musiker seiner Zeit, 1958 in Teheran. Der Comic wurde unter Mitwirkung von Marjane Satrapi verfilmt und kam 2011 als Huhn mit Pflaumen in die Kinos.

## Handlung
Während eines Streits zerbricht Nasser Alis Frau Nahid seinen wertvollen Tar. Da er fast einzig für die Musik lebt, ist er darüber bestürzt und verzweifelt. Nasser Ali sucht bei einem befreundeten Händler und selbst im weit entfernten Maschhad nach einem neuen Instrument, das sein altes ersetzen kann. Da er jedoch trotz aller Anstrengungen keinen Tar findet, der seinen Ansprüchen genügt, beschließt er zu sterben. Da ihm alle Suizid-Methoden nicht gefallen, will er stattdessen einfach im Bett bleiben und auf den Tod warten.
Während dieser Zeit erinnert er sich an Erlebnisse mit seinen Kindern und in seiner eigenen Jugend. Er denkt an seine verstorbene Mutter, wie er das Spielen des Tars erlernte und als junger Mann die hübsche Irane umwarb. Da er Musiker war, wurde die Beziehung von ihrem Vater aber nicht zugelassen. Durch den Schmerz dieser verzweifelten Liebe aber konnte Nasser Ali sein Tar-Spiel vervollkommnen und wurde berühmt. Schließlich heiratete er Nahid, die ihn seit ihrer Kindheit liebte, die jedoch nicht von ihm geliebt wurde.
Währenddessen versucht Nasser Alis Frau – als sie seine Ablehnung allem und jedem gegenüber bemerkt – ihm zu helfen. Doch weder können sein Bruder noch sein Lieblingsgericht „Huhn mit Pflaumen“ Nasser Ali dazu bringen, von seinem Vorhaben abzurücken. Am sechsten Tag wird Nasser Ali von Azrael, dem Engel des Todes, besucht und vor den Folgen seines Tuns gewarnt. Schließlich stirbt er am achten Tag, nachdem er seinen Tod beschlossen hatte.

## Veröffentlichung
Der Comic erschien erstmals 2004 bei L’Association in Frankreich. Es folgten Übersetzungen ins Englische (Pantheon Books) und Spanische. Im Juli 2006 erschien eine deutsche Übersetzung von Martin Budde bei Edition Moderne.

## Rezeption
2005 gewann der Comic den Preis für das beste Album beim Comic-Festival von Angoulême.